# Alexander Breslow
Alexander Breslow (* 1928 in New York City; † 20. Juli 1980 in Washington, D.C.) war ein US-amerikanischer Pathologe. Er war Spezialist auf dem Gebiet der Diagnose und Behandlung maligner Melanome.

## Leben
Breslow wurde in New York City geboren. Er studierte Medizin an der University of Chicago und arbeitete anschließend als Assistenzarzt beim United States Public Health Service in Baltimore. Es schloss sich eine Tätigkeit als klinischer Mitarbeiter am National Cancer Institute in Bethesda (Maryland) an. Anschließend absolvierte Breslow eine Facharztausbildung in Pathologie am Massachusetts General Hospital in Boston. Im Jahr 1959 wurde er Ausbilder in der Pathologie der University of Washington in Seattle. Er wechselte an das George Washington Medical Center, wo er 1974 ordentlicher Professor und nachfolgend Direktor der Abteilung für anatomische Pathologie wurde.
Breslow war verheiratet und hatte drei Töchter. Er starb 1980 im Alter von 52 Jahren an Krebs.
Breslow war Mitglied der Internationalen Akademie für Pathologie und der American Association of Pathologists. Er gehörte der Internationalen Arbeitsgruppe Melanom der Weltgesundheitsorganisation, der American Society for Clinical Pathology (ASCP) sowie dem College of American Pathologists und der Washington Society of Pathologists an. Letzterer stand er als zeitweise als Präsident vor.
Breslow veröffentlichte 1970 eine Arbeit über ein histologisches Klassifikationssystem, um die Stadien eines malignen Melanoms und die daraus abgeleitete Prognose zu beurteilen. Diese Einteilung ist nach ihm als Tumordicke nach Breslow oder Breslow-Level benannt.

## Schriften (Auswahl)
- Thickness, cross-sectional areas and depth of invasion in the prognosis of cutaneous melanoma. Annals of Surgery 1970, 172(5): S. 902–908, PMID 5477666, PMC 1397358 (freier Volltext)
- Tumor thickness, level of invasion and node dissection in stage I cutaneous melanoma. Ann. Surg. 1975, 182(5): S. 572–575, PMID 1190862, PMC 1344040 (freier Volltext)
- Tumor thickness in evaluating prognosis of cutaneous melanoma. Ann. Surg. 1978, 187(4), S. 440.